# Essai libre (Formule 1)

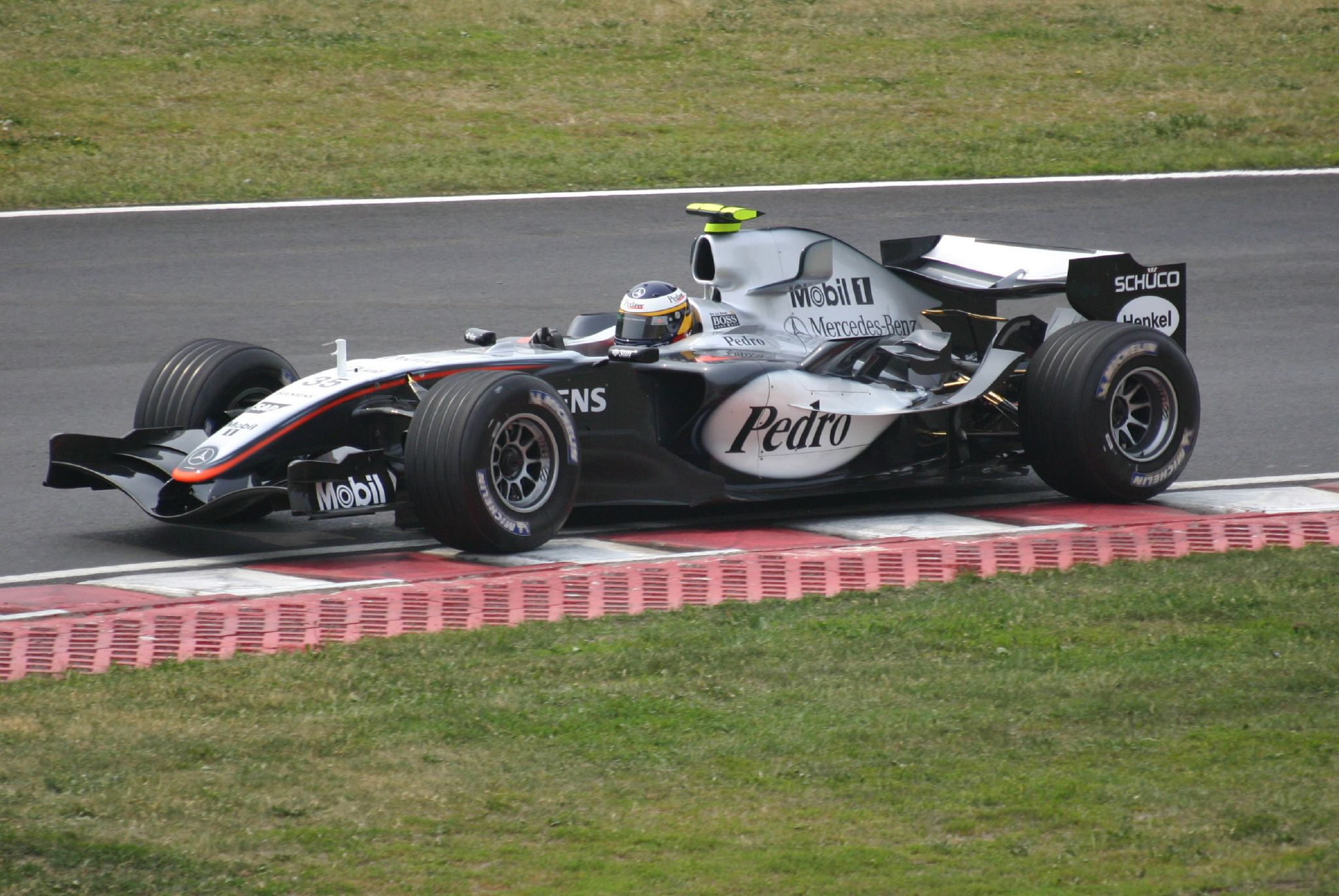
Pedro de la Rosa au Grand Prix du Canada 2005 lors d'une séance d'essais libres du vendredi

Pour les articles homonymes, voir Entraînement.
Les séances d'essais libres, aussi appelées « entraînement libre », ont lieu les vendredi et samedi lors des week-ends de Grand Prix en Formule 1. Elles servent à mettre au point les voitures et, pour les pilotes, à se familiariser avec la voiture, le circuit, et les conditions de course.
Depuis la saison 2007, deux séances d'entraînement d'une heure et demie sont faites le vendredi et une séance d'une heure est faite le samedi matin. En tout, les équipes disposent donc de quatre heures pour effectuer les réglages sur leurs deux voitures. À Monaco, pour des raisons pratiques, ces séances avaient lieu jusqu'en 2021 le jeudi et le samedi.

## Séance du vendredi
Le vendredi, la première séance débute à 10 h et dure jusqu'à 11 h 30. Une deuxième séance se tient de 14 h à 15 h 30.

## Séance du samedi
La troisième séance d'essais se tient le samedi. Plus courte, elle dure 60 minutes, de 11 h à midi, et précède la séance de qualification qui se déroule deux heures plus tard, de 14 à 15 h.